# Johannes Baptista Diehl
Johannes Baptista Diehl, auch Johann Baptist Diehl (* 1. Januar 1807 in Würges; † 11. September 1871 in Limburg an der Lahn) war ein deutscher römisch-katholischer Geistlicher und Generalvikar im Bistum Limburg.

## Leben
Johannes Baptista Diehl war ein Sohn des Landwirts Johann Wilhelm Diehl (1764–1826) und dessen Ehefrau Maria Anna Simon (* 1784). Er studierte am Bischöflichen Priesterseminar Mainz und kam zum Theologiestudium zum Pontificium Collegium Germanicum et Hungaricum de Urbe in Rom, wo er zum Dr. phil. und Dr. theol. promovierte. Im Jahr 1832 empfing er in Rom die Priesterweihe, wurde Hilfspriester in Diez und 1834 Subregens am Priesterseminar Limburg, bevor er dort 1837 ordentlicher Professor und Direktor der bischöflichen Seminarprüfungskommission wurde.
1849 wurde er zum Domkapitular und Stadtpfarrer
in Limburg/Lahn ernannt.
Diehl war politisch sehr engagiert und stand in den 1820er Jahren mit den Politikern Moritz Lieber und dessen Sohn Ernst Lieber in Verbindung, die im Kirchenstreit die katholischen Positionen vertraten.
1848 war er Vorstandsmitglied im Piusverein für religiöse Freiheit. Die politische Ausrichtung der in vielen deutschen Ländern tätigen Vereine war nicht eindeutig. Ein Teil stand der Märzbewegung nahe, der überwiegende Teil jedoch war katholisch-konservativ geprägt. Zu diesem Flügel gehörte der Zentralverein für religiöse Freiheit.
1858 war Diehl Gründer des Kolping-Vereins Limburg und des Gesellenvereins Limburg.
Im Nassauischen Kirchenstreit nahm er gemeinsam mit dem nassauischen Minister Carl Wilderich von Walderdorff eine Vermittlerrolle zwischen Bischof Blum und Herzog Adolf ein.
Im Jahr 1855 und von 1865 bis 1866 besaß er als Vertreter des Bischofs ein Mandat für die Erste Kammer des Nassauischen Kommunallandtags.
1858 gehörte  er zu den  Gründern  des Kolping-Vereins Limburg und des Gesellenvereins Limburg.
1864 wurde er zum Domdekan ernannt und erhielt 1869 die Ernennung zum Generalvikar. In dieser Funktion war er nach dem kirchlichen Gesetzbuch Codex Iuris Canonici (CIC) mit stellvertretender ordentlicher Gewalt oder Vollmacht ausgestatteter Vertreter des Bischofs.

### Öffentliche Ämter
- Vorsitzender des Verwaltungsrats des von ihm im Jahre 1850 mitgegründeten St. Vinzenz-Hospitals Limburg[6][7]

### Schriften
- 1871 Friedrich von Spee und sein Wirken. Eine Lebensskizze, in Historisch-politische Blääter für das katholische Deutschland[8]